# Tótvázsonyi Bogaras
Tótvázsonyi Bogaras este o arie protejată (arie specială de conservare — SAC, sit de importanță comunitară — SCI) din Ungaria întinsă pe o suprafață de 235,6 ha, integral pe uscat.

## Localizare
Centrul sitului Tótvázsonyi Bogaras este situat la coordonatele 47°02′56″N 17°48′06″E / 47.048889°N 17.801667°E.

## Înființare
Situl Tótvázsonyi Bogaras a fost declarat sit de importanță comunitară în mai 2004 pentru a proteja 1 specie de plante și 2 specii de animale. Situl a fost protejat și ca arie specială de conservare în februarie 2010.

## Biodiversitate
Situată în ecoregiunea panonică, aria protejată conține 4 habitate naturale: Pajiști stepice subpanonice, Păduri panonice cu Quercus pubescens, Pajiști panonice carstice (Stipo-Festucetalia pallentis), Păduri panonice-balcanice de stejar turcesc - stejar sesil.
La baza desemnării sitului se află mai multe specii protejate:
- plante (1): Dianthus plumarius subsp. regis-stephani
- mamifere (1): popândău (Spermophilus citellus)
- nevertebrate (1): Lignyoptera fumidaria

Pe lângă speciile protejate, pe teritoriul sitului au mai fost identificate 2 specii de plante.